# Frank Oz
Richard Frank Oznowicz, més conegut com a Frank Oz (Hereford, Anglaterra, 25 de maig de 1944), és un director de cinema, actor i titellaire anglès, nacionalitzat estatunidenc.

## Biografia
Amb cinc anys, es trasllada amb els seus pares a Califòrnia.
Frank Oz és sobretot conegut pel seu treball com titellaire en les sèries de televisió de Jim Henson, The Muppet Show i 1, carrer Sèsam així com els films derivats. Entre els seus personatges, es troba Miss Piggy, Fozzie i Sam the Eagle per la primera sèrie; Grover, Cookie Monster i Bert per la segona. Ha estat titellaire en més de 75 films o telefilms des de 1969.
El més conegut dels personatges de Frank Oz és segurament el petit mestre Jedi Yoda, de la sèrie Star Wars. És la veu i l'home darrere del titella de Yoda des del segon film sortit l'any 1980, Star Wars, episodi V: L'Imperi contraataca, fins a l'últim, Star Wars, episodi III: La Revenja dels Sith, estrenat l'any 2005. Ha tingut molta influència sobre l'aparença i la personalitat del personatge i és en l'origen de la construcció invertida de les frases de Yoda.
Frank Oz és igualment actor. Ha aparegut a diversos films de John Landis: The Blues Brothers, L'home-llop de Londres, Una butaca per dos, Blues Brothers 2000, Spies Like Us, etc. Els seus papers són en general modestos.
El 1982, Frank Oz es va llançar a la direcció amb el film fantàstic Dark Crystal, en col·laboració amb el seu company Jim Henson. A l'època, el film fa servir les titelles més sofisticades mai creades per un film. Més tard, realitza el 1986 la comèdia musical La Petita Botiga dels horrors amb als papers principals Rick Moranis i Ellen Greene així com Steve Martin, Bill Murray, John Candy i Christopher Guest. Un titella de talla és igualment present en aquest film, la planta geganta (5 m.), que al final del film es posa a ballar i cantar (amb la veu de Levi Stubbs); fet qu va necessitar a l'època el concurs de trenta titellaires.
Després ha realitzat deu films, entre els quals Un parell de seductors l'any 1988 amb Steve Martin i Michael Caine, Res de nou, Bob? el 1991 amb Bill Murray i Richard Dreyfuss, Faig com a casa teva! el 1992, L'Indi de l'armari l'any 1995 i més recentment The Resultat amb Robert De Niro, Edward Norton i Marlon Brando i el 2004 el remake Les dones perfectes amb Nicole Kidman i Glenn Close.

## Filmografia
Les seves pel·lícules més destacades són:

### Com a actor
- 1980: L'Imperi contraataca (veu)
- 1980: The Blues Brothers
- 1981: An American Werewolf In London
- 1982: The Dark Crystal (veu)
- 1983: El retorn del jedi (veu)
- 1983: Trading Places
- 1985: Spies Like Us
- 1986: Labyrinth, Dins del laberint (veu)
- 1998: Blues Brothers 2000
- 1999: L'amenaça fantasma (veu)
- 1999: Les aventures de l'Elmo a Can Ronya
- 2001: Monsters, Inc. (veu)
- 2002: L'atac els clons (veu)
- 2005: La venjança dels sith (veu)
- 2005: Zathura: Una aventura espacial (Zathura: A Space Adventure) (veu)
- 2015: Del revés (Inside Out) (veu)
- 2015: Star Wars: El despertar de la força (Star Wars Episode VII: The Force Awakens) (veu)
- 2017: Star Wars: Els últims Jedi (Star Wars: Episode VIII – The Last Jedi) (veu)
- 2019: Knives Out

### Com a director
- 1982: The Dark Crystal
- 1984: The Muppets Take Manhattan
- 1986: La botiga dels horrors (Little Shop Of Horrors)
- 1988: Un parell de seductors
- 1991: Què se n'ha fet d'en Bob?
- 1992: HouseSitter
- 1995: The Indian In The Cupboard
- 1997: In & Out
- 1999: Bowfinger
- 2001: The Score
- 2004: Les dones perfectes
- 2007: Un funeral de mort[3]